# Безмежний світ мечів
«Доля: Ніч прибуття. Безмежний світ мечів» (яп. 劇場版 フェイト/滞在ナイトアンリミテッドブレイドワークス）, англ. Fate/stay night: Unlimited Blade Works) — японський фентезійний аніме-фільм 2010 р. режисера Юдзі Ямагучі, виробництва Studio Deen.
Фільм оснований на другій сюжетній лінії, інтерпретації візуального роману, Unlimited Blade Works (укр. Безмежний світ мечів) всесвіту Fate/stay night. 
4 жовтня 2014 р. в ефір вийшов новий проєкт студії Type-Moon на честь святкування 10-річчя візуального роману 2004 р. Другий маршрут — Unlimited Blade Works — екранізувала компанія Ufotable, режисером став Такахіро Міура, компоизитором — Хідеяюкі Фукасава. Проєкт містить розширений варіант аніме-фільму виробництва Studio Deen.

## Сюжет
Пізно ввечері Шіро і Сакура закінчують прибирання на кухні після ситної вечері. По телебаченню передають про Десяту річницю трагедії, що сталася в місті Фуюкі (жертвами стали понад 500 чоловік), поминальна церемонія буде проведена в Центральному парку.
Подальші кадри є коротким переказом перших серій оригінального серіалу Доля. Ніч прибуття з незначною іншою інтерпретацією. Рін Тосака прикликає Арчера як свого слугу. Пізніше свідком битви між Арчером і Лансером стає Емія Шіро. Після того як слуга вбиває випадкового свідка, Рін повертає Шіро до життя за допомогою своїх амулетів. Під час повторної спроби Лансера вбити Шіро, останній прикликає Сейбер. Тосака відводить Емію до священика-спостерігача, який розповідає юнакові, що той відтепер учасник П'ятої війни за Грааль, за володіння яким б'ються на смерть семеро майстрів і семеро слуг, героїчних душ минулого.
На Шіро й Рін нападає Іліясвіль зі своїм слугою Берсеркером. Сейбер намагається протистояти їм, але сили нерівні. Арчер використовує одну зі своїх найпотужніших атак, ворог відступає. Щоправда, від цього постраждав і Шіро. Рін укладає з Емією перемир'я, що викликає в Арчера негативно-скептичну реакцію.
Наступного дня Рін і Шіро виявляють магічне поле біля школи і розуміють, що там є ще один майстер. Там же вони перетинаються з новою слугою та її майстром Шінджі Мато. Емія і Тосака рятують одне одному життя і за допомогою Сейбер знімають магічне поле.
Кастер гіпнозом змушує Шіро прийти в храм Рюудоджі. Вона робить спробу викрасти його командні заклинання з метою знищити Берсеркера. Намагаючись врятувати майстра, Сейбер бореться з Асасіном, Арчер звільняє Шіро та намагається вбити його. Кастер чітко помічає, що вони обидва надзвичайно схожі, магією бере Сейбер під свій контроль і зникає. Пізніше при нападі на храм Арчер переходить на бік Кастер, умовляючи відьму відпустити Рін і Шіро. Шінджі отримує нового слугу, Гільгамеша, який вбиває Берсеркера й Ілію на очах Тосаки й Еміі.
На допомогу Шіро та Рін приходить Лансер за наказом свого майстра. Під час сутички з Арчером він здогадується, що його «зрада» була чудово продуманим планом. Арчер своєю атакою знищує Кастер, її майстра, робить нову спробу вбити Шіро. Зрештою, він викрадає Тосаку.
Шіро та Сейбер приходять до лісу на околиці міста, в замок Айнцберн, щоб остаточно вирішити всі проблеми і негаразди. Арчер заявляє, що віддав Рін Шінджі. Лансер вирушає на її пошуки. Шіро відзначає, що в них обох один і той самий кулон, хоча існувати повинен всього один. Арчер погоджується з цим і пояснює, що Еміі врятували життя, він буде носити цей кулон до кінця свого життя, його копій не існує, це єдиний екземпляр і подарунок батька Тосаки Рін. Шіро здогадується, що Арчер — це і є він, але з майбутнього, справжнє ім'я Арчера — героїчний дух Емія.
Лансер рятує Тосаку, паралельно вбивши священика-спостерігача, свого майстра, прогнавши Шінджі, якого використовує Гільгамеш, щоб прикликати Святий Грааль, і помирає. У важкому бою Шіро перемагає Арчера, мотивувавши це тим, що він «може програти кому завгодно, але не самому собі» та ніколи не відмовиться від своїх ідеалів, попри ту обставину, що зумів побачити ймовірне майбутнє, яке його чекає. Арчер рятує Шіро від атаки Гільгамеша і таємниче зникає.
Під час останнього бою Сейбер долає Асасіна та вирушає на допомогу Рін. Вони знищують Грааль. Шіро бореться з Гільгамешем, він використовує на повну потужність свій талант копіювання та прикликає «дзеркало душі». Остаточно останнього слугу перемагає Арчер. Перед відходом Арчер говорить Рін, щоб вона подбала про Шіро — Тосака погоджується. Слуга Рін зникає з посмішкою на обличчі.

## Ролі
| Персонаж               | Японське озвучення | Англійське озвучення |
| ---------------------- | ------------------ | -------------------- |
| Сейбер                 | Аяко Кавасумі      | Мішель Руф           |
| Арчер                  | Джунічі Сувабе     | Ліам О'Брайен        |
| Рін Тосака             | Кана Уеда          | Мелі Лі              |
| Шіро Емія              | Норіакі Сугіяма    | Сем Рігел            |
| Кастер                 | Ацуко Танака       | Тара Платт           |
| Шінджі Мато            | Хіросі Камія       | Даг Ерхольц          |
| Кірей Котоміне         | Джоудзі Наката     | Джеймсон Прайс       |
| Іліясвіль фон Айнцберн | Мей Кадовакі       | ДЖенніфер Сакігучі   |
| Тайга Фудзімура        | Мікі Іто           | Джулі Енн Тейлор     |
| Лансер                 | Нобутосі Канна     | Тоні Олівер          |
| Сакура Мато            | Норіко Сітая       | Шеррі Лін            |
| Ассасін                | Сінічіко Мікі      | Девід Вінсент        |
| Берсеркер              | Тадахіса Сайзен    | Майкл Макконні       |
| Гільгамеш              | Томокацу Секі      | Грант Джордж         |
| Райдер                 | Ю Асакава          | Карен Страсмен       |
| Суічіро Казукі         | Кацухіро Наката    | Патрік Сейц          |
| Кіріцугу Емія          | Рікія Койама       | Кірк Торнтон         |

## Музика
| Назва                     | Виконавець  |
| ------------------------- | ----------- |
| Imitation                 | Сачі Танака |
| Voice ~Tadoritsuku Basho~ | Сачі Танака |

## Виробництво
У створенні фільму була залучена команда, яка працювала над серіалом 2006 р. Fate/stay night, у т.ч. більшість сейю та режисер Юдзі Ямагучі.
Вийшов в японських кінотеатрах 23 січня на 12 екранах. Касові збори склали 280 млн ієн ($3,2 млн) в японському прокаті.
DVD і Blu-ray вийшли 31 жовтня 2010-го в Японії, Sentai Filmworks випустило DVD і Blu-ray в Північній Америці 12 червня 2012 р., Manga Entertainment — 30 вересня 2013 р. 

## Особливості

Арчер у фільмі похмурий, розчарований життям, песиміст, який хоче вбити Емію. Тільки під кінець він змінює свої погляди.

- Проігнорована романтична лінія між Емією та Сейбер. У фільмі вони виступають в ролі майстра і слуги. Натомість розвинена романтична лінія між Шіро і Тосакою.
- Проігнороване минуле слуг за винятком Арчера. Зокрема, й минуле Сейбер, що вона є королевою Артурією, прямо не називається. Справжні імена слуг, крім Арчера, також невідомі. Вони постають перед глядачем просто як клас слуг (Ассасін, Кастер, Лансер тощо).
- Основною центральною лінією взаємовідносин є паралель Арчер-Шіро.
- Між Тосакой і Арчером — тісніші взаємини на відміну від оригінального серіалу.
- На відміну від оригінального аніме-серіалу фільм значно кривавіший і наповнений боями і битвами.

## Критика
Рейтинг фільму на сайті IMDb — 6,9/10. World-Art — 8,1/10.
Рецензент DVD Talk відмічає, що фільм був «переважно кліп-шоу», і що в той час як дія була відполірована, є «відчуття неповноти», загалом фільм «тільки для шанувальників серіалу». Критик Anime News Network дав загальну позитивну оцінку, але зазначив, відчувається, що фільм занадто редагували.

### Номінації
Фільм має три номінації BTVA Anime Dub Movies у категорії Special Voice Acting Award:
- Найкращий вокальний ансамбль в аніме-фільмі.
- Найкраща головна чоловіча роль-озвучення в аніме-фільмі/Ліем О'Браєн, «Арчер».
- Найкраща другорядна жіноча роль-озвучення в аніме-фільмі/Тара Плетт, «Кастер».[5]